# Juri Alexandrowitsch Filiptschenko

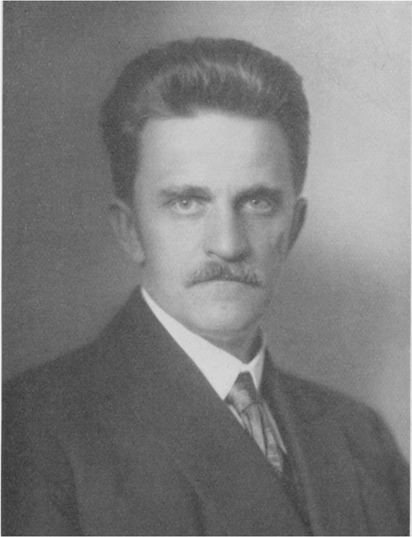
Juri Alexandrowitsch Filiptschenko

Juri Alexandrowitsch Filiptschenko (russisch Юрий Александрович Филипченко; englische Transkription Yuri Aleksandrovich Filipchenko; * 1. Februarjul. / 13. Februar 1882greg. in Slin, Gouvernement Orjol; † 19. Mai 1930 in Leningrad) war ein sowjetischer Genetiker. Gemeinsam mit Tenis Karlowitsch Lepin galt er als führender Spezialist zur Frage der Variabilität und Vererbung qualitativer und quantitativer Merkmale des Weizens.
1917 erhielt Filiptschenko den Habilitationsgrad für Zoologie und vergleichende Anatomie. Ab 1918 war er als Dozent und als Professor tätig. Er leitete einen Lehrstuhl für Genetik und experimentelle Zoologie an der Leningrader Universität. 1930 verlor er seine Stellung in Folge der Ächtung eugenischer Auffassungen in der UdSSR. Kurz darauf starb er an Meningitis. Seine Frau Nadeschda und sein Sohn Gleb starben während der Leningrader Blockade. Sein Bruder, der Bakteriologe und Parasitologe A. A. Filiptschenko, wurde 1937 verhaftet und kam im Gulag um.